# تشارلز إي. هوبر
تشارلز إي. هوبر (بالإنجليزية: Charles E. Huber)‏ هو شخصية أعمال أمريكي، ولد في 1845، وتوفي في 1904.